# Ana Bastos

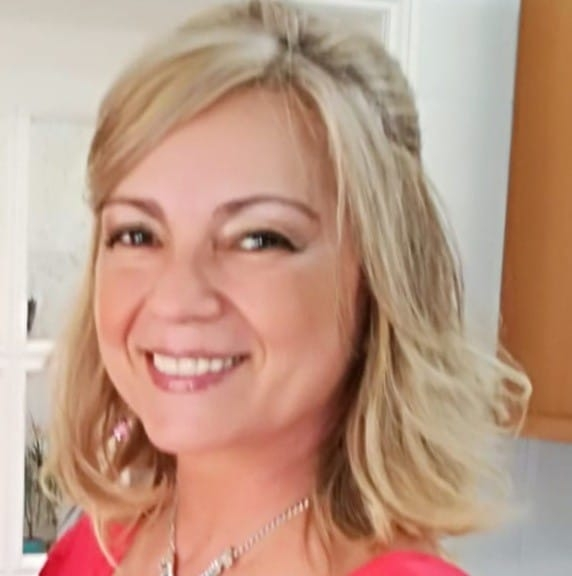
Ana Bastos (Maio de 2021)

Ana Bastos de seu nome completo Ana Paula Lopes Pinto de Bastos (Lisboa, 30 de setembro de 1965) é uma actriz, bailarina e ex-modelo portuguesa.
Filha de Ernâni Pinto de Bastos (um dos fundadores do Moto Clube de Faro) e de Olinda Maria Lopes Pinto de Bastos, durante o final dos anos sessenta, em virtude do seu pai ser militar paraquedista, e ter sido enviado para a guerra nas antigas colónias portuguesas, Ana Bastos viveu em Moçambique, primeiro em Nacala, cidade portuária da província de Nampula; e depois em Quelimane, capital e a maior cidade da província da Zambézia.
Ana Bastos antes de ir viver para Moçambique, frequentou o Colégio Francês em Lisboa. Já na antiga colónia ultramarina, frequenta a escola primária em Nacala, e mais tarde, em Quelimane, a escola primária e o liceu.
Com o fim da guerra do Ultramar, e com a consequente descolonização, a família Pinto de Bastos regressa a Portugal, indo viver para Faro, no Algarve. Aí Ana Bastos frequenta a Escola Secundária Tomás Cabreira.
Ana Bastos vive em Oeiras, e tem três filhos: Pedro Domingues (n. 1983), Duarte Marques (n. 2000) e Sérgio Santos (n. 2006).

## Televisão
Entretenimento
- Assistente de programa, Domingo Gordo com Júlio Isidro, RTP1 1993
- Assistente de programa, Turno da Noite com Júlio Isidro, TVI 1994
- Assistente de programa, Mil E Uma Noites com Júlio Isidro, TVI 1994

Telenovelas
- Participação especial, em Passerelle, RTP 1988
- Elenco principal, Milú em Cinzas, RTP 1992
- Elenco principal, Isilda em Verão Quente (telenovela), RTP 1993
- Participação especial, em Nunca Digas Adeus, TVI 2001
- Participação especial, em Anjo Selvagem, TVI 2001
- Participação especial, em Fúria de Viver, SIC 2002
- Elenco principal, Cláudia Alves em O Olhar da Serpente, SIC 2002
- Participação especial, em O Jogo, SIC 2003
- Participação especial, em Saber Amar, TVI 2003
- Participação especial, em Morangos Com Açúcar, TVI 2003
- Participação especial, em Baía das Mulheres, TVI 2004
- Elenco adicional, Sandra em Floribella, SIC 2007
- Elenco adicional, Irene em Feitiço de Amor, TVI 2008
- Elenco adicional, Amélia Bragança em Rebelde Way (Portugal), SIC 2008
- Participação especial, Sílvia Sousa em Fascínios, TVI 2008

Séries
- Participação especial, em Claxon, RTP 1991
- Participação especial, em Sozinhos em Casa, RTP 1993
- Participação especial, em Camilo & Filho Lda., SIC 1995
- Participação especial, em As Aventuras do Camilo, SIC 1996
- Participação especial, em Nós os Ricos, RTP 1998
- Participação especial, em Polícias à Solta, SIC 1998
- Participação especial, em Camilo na Prisão, SIC 1998
- Participação especial, em O Fura-Vidas, SIC 1999
- Participação especial, em Médico de Família, SIC 1999
- Participação especial, em A Loja do Camilo, SIC 1999
- Participação especial, em Um Estranho em Casa, RTP 2001
- Participação especial, em Camilo, o Pendura, SIC 2002
- Elenco principal, Passageira em Maré Alta, SIC 2004
- Participação especial, Sissi em Inspector Max, TVI 2005
- Participação especial, em Camilo em Sarilhos, SIC 2005
- Participação especial, em Aqui Não Há Quem Viva, SIC 2006

## Cinema
- Dançarina em Fábula em Veneza, de Rui Goulart, 1991
- Figuração em Afirma Pereira, de Roberto Faenza, 1994
- Mulher em A Costa dos Murmúrios[3], de Margarida Cardoso, 2004

## Outros trabalhos
- Manequim da Avon Internacional
- Manequim de estilistas como José Carlos, João Rolo, e Lina Cação
- Modelo de cabelo para Helder & Pedro Cabeleireiros, e Eduardo Beauté
- Assistente de Cabeleireiro no filme Afirma Pereira, no qual também teve uma figuração especial.
- Apresentadora em dezenas de espectáculos, desfiles de moda, concursos de beleza
- Consultora de Telecomunicações para Empresas na Optimus
- Participou como manequim, em diversos espectáculos promovidos e realizados um pouco a todo o país, por Júlio Isidro e pelo colunista Carlos Castro
- Assistente de Produção da curta-metragem Isto É Para Ti de Miguel Azevedo, que concorreu ao '48 Hour Film Project Lisboa 2012' [4]

## Formação
- Curso de manequim com Helena Napoleão
- Curso de manequim com John Bryan McCarthy [5]
- Vários workshops de representação
- Workshop de movimento com Jean Paul Bucchieri [6]
- Workshop de voz para Rádio na SIC
- Curso de Técnica de Segurança e Higiene do Trabalho (CAP 3)